# Almétievsk
Almétievsk - Альметьевск (rus) - és una ciutat de la República del Tatarstan, a Rússia. Fou creada el 1950 al voltant d'un centre petroquímic i aconseguí l'estatus de ciutat el 1953.